# Mariene ecoregio Papoea
De Mariene ecoregio Papoea (130) (Engels: Papua marine ecoregion) is een biogeografische regio en ligt in het westen van de Grote Oceaan in de Mariene provincie Westelijke Koraaldriehoek (30) in het Marien rijk Centrale Indo-Pacific. De mariene ecoregio is vastgesteld door het World Wide Fund for Nature en The Nature Conservancy en is vernoemd naar de regio Papoea.
In het oosten grenst het gebied aan de mariene ecoregio Bismarckzee (134), in het zuiden aan de mariene ecoregio Arafurazee (139), in het zuidwesten aan de mariene ecoregio Bandazee (131), in het westen aan de mariene ecoregio Halmahera (129) en in het noordwesten aan de mariene ecoregio Westelijke Carolinen (125).

## Geografie
De mariene ecoregio ligt in het westen van de Grote Oceaan in Indonesië ten westen en noordwesten van het eiland Nieuw-Guinea en een stukje kust in het noordwesten van Papoea-Nieuw-Guinea. Het gebied ligt grotendeels rondom het schiereiland Vogelkop en ligt voor een deel centraal in de Geelvinkbaai, in het zuidwesten in de Zee van Halmahera en in het zuiden in de Seramzee. Het strekt zich uit van ongeveer 100 kilometer ten oosten van de grens tussen Indonesië en Papoea-Nieuw-Guinea tot aan de grens van Papoea met West-Papoea aan de zuidkust van het eiland. Het omvat onder andere de wateren rond de eilanden Supiori, Biak, Japen, Waigeo, Batanta, Salawati, Kofiau en Misool.
Door het gebied stroomt de Nieuw-Guineakuststroom langs de noordkust van het eiland en de Indonesische doorstroom langs de zuidkant.

## Biogeografie
Het gebied kent zeeleven dat houdt van tropische temperaturen.